# 아라타노역
아라타노역(일본어: 新野駅 あらたのえき[*])은 일본 도쿠시마현 아난시에 위치한 시코쿠 여객철도 무기 선의 철도역이다. 역 번호는 M16이며, 단선 승강장 1면 1선의 구조를 갖춘 지상역이다.

## 이용 현황
| 연도     | 이용 인원 | 연도     | 이용 인원 |
| 1995년도 | 391       | 2003년도 | 262       |
| 1996년도 | 320       | 2004년도 | 265       |
| 1997년도 | 289       | 2005년도 | 257       |
| 1998년도 | 290       | 2006년도 | 238       |
| 1999년도 | 291       | 2007년도 | 223       |
| 2000년도 | 305       | 2008년도 | 217       |
| 2001년도 | 296       | 2009년도 | 203       |
| 2002년도 | 276       | 2010년도 | 211       |
| -------- | --------- | -------- | --------- |

## 역 주변
- 효도지
- 니치아 화학 공업 아라타노 공장

## 역사
- 1937년 6월 27일 : 개업.
- 1987년 4월 1일 : 일본국유철도 분할 민영화에 의해, 시코쿠 여객철도가 승계.
- 2011년 3월 12일 : 특급 '무로토'가 1회 왕복 정차하게 되다.

## 인접 역
| 시코쿠 여객철도 무기 선   | 시코쿠 여객철도 무기 선 | 시코쿠 여객철도 무기 선     |
| ------------------------- | ----------------------- | --------------------------- |
| M 15 구와노 도쿠시마 방면 | 특급 '무로토'           | 유키 M 18 가이후 방면       |
| M 15 구와노 도쿠시마 방면 | 보통                    | 아와후쿠이 M 17 가이후 방면 |